# Campeonato Sub-19 de la AFF
El Campeonato Sub-19 de la AFF es el torneo de fútbol a nivel de selecciones juveniles que organiza la AFF en el cual participan las selecciones afiliadas a la federación, las cuales mayoritariamente se ubican en el Sureste de Asia, aunque en algunas ocasiones han participado naciones fuera de la región de la ASEAN como invitados. A partir del 2024 cambió su nombre y pasó a llamarse Campeonato de la ASEAN.

## Historia
Su primera edición se llevó a cabo en 2002 en Tailandia, en donde el país anfitrión se llevó el título, aunque hasta el 2007 el torneo fue para selecciones sub-20, ya que luego pasó a ser del formato actual sub-19, aunque técnicamente las selecciones que participan en el torneo son las mismas que compiten por clasificar al Mundial Sub-20.

## Palmarés
| Edición                | Año         | Sede                                     | Campeón                                  | Final Resultado                          | Subcampeón                               | Tercer lugar                             | Resultado                                | Cuarto lugar                             |
| ---------------------- | ----------- | ---------------------------------------- | ---------------------------------------- | ---------------------------------------- | ---------------------------------------- | ---------------------------------------- | ---------------------------------------- | ---------------------------------------- |
| 1                      | 2002        | Tailandia y Camboya                      | Tailandia                                | 4 – 0                                    | Birmania                                 | Laos                                     | 1 – 0                                    | Vietnam                                  |
| 2                      | 2003        | Birmania                                 | Birmania                                 | 4 – 0                                    | Malasia                                  | Singapur                                 | 1 – 1 (5-4 pen.)                         | Vietnam                                  |
| 3                      | 2005        | Indonesia                                | Birmania                                 | 1 – 0                                    | Malasia                                  | Laos                                     | 4 – 1                                    | Vietnam                                  |
| 4                      | 2006        | Malasia                                  | Australia                                | RR                                       | Malasia                                  | Tailandia                                | RR                                       | Vietnam                                  |
| 5                      | 2007        | Vietnam                                  | Vietnam                                  | 1 – 0                                    | Malasia                                  | Tailandia                                | 2 – 0                                    | Birmania                                 |
| 6                      | 2008        | Tailandia                                | Australia                                | 0 – 0 (3–1 p)                            | Corea del Sur                            | China                                    | 3 – 0                                    | Tailandia                                |
| 7                      | 2009        | Vietnam                                  | Tailandia                                | 2 – 2 (5–3 p)                            | Australia                                | Vietnam                                  | 3 – 0                                    | Malasia                                  |
| 8                      | 2010        | Vietnam                                  | Australia                                | 1 – 0                                    | Tailandia                                | Corea del Sur                            | 1 – 1 (7–6 p)                            | Vietnam                                  |
| 9                      | 2011        | Birmania                                 | Tailandia                                | 1 – 1 (5–4 p)                            | Vietnam                                  | Malasia                                  | 0 – 0 (4–2 p)                            | Birmania                                 |
| 10                     | 2012        | Vietnam                                  | Irán                                     | 2 – 1                                    | Uzbekistán                               | Australia                                | 4 – 0                                    | Vietnam                                  |
| 11                     | 2013        | Indonesia                                | Indonesia                                | 0 – 0 (7–6 p)                            | Vietnam                                  | Timor Oriental                           | 4 – 2                                    | Laos                                     |
| 12                     | 2014        | Vietnam                                  | Japón                                    | 1 – 0                                    | Vietnam                                  | Tailandia                                | 1 – 0                                    | Birmania                                 |
| 13                     | 2015        | Laos                                     | Tailandia                                | 6 – 0                                    | Vietnam                                  | Laos                                     | 1 – 1 (3–2 p)                            | Malasia                                  |
| 14                     | 2016        | Vietnam                                  | Australia                                | 5 – 1                                    | Tailandia                                | Vietnam                                  | 4 – 0                                    | Timor Oriental                           |
| 15                     | 2017        | Birmania                                 | Tailandia                                | 2 – 0                                    | Malasia                                  | Indonesia                                | 7 – 1                                    | Birmania                                 |
| 16                     | 2018        | Indonesia                                | Malasia                                  | 4 – 3                                    | Birmania                                 | Indonesia                                | 2 – 1                                    | Tailandia                                |
| 17                     | 2019        | Vietnam                                  | Australia                                | 1 – 0                                    | Malasia                                  | Indonesia                                | 5 – 0                                    | Birmania                                 |
|                        | 2020 - 2021 | No realizado por la pandemia de COVID-19 | No realizado por la pandemia de COVID-19 | No realizado por la pandemia de COVID-19 | No realizado por la pandemia de COVID-19 | No realizado por la pandemia de COVID-19 | No realizado por la pandemia de COVID-19 | No realizado por la pandemia de COVID-19 |
| 18                     | 2022        | Indonesia                                | Malasia                                  | 2 – 0                                    | Laos                                     | Vietnam                                  | 1 – 1 (5–3 p)                            | Tailandia                                |
| Campeonato de la ASEAN |             |                                          |                                          |                                          |                                          |                                          |                                          |                                          |
| 19                     | 2024        | Indonesia                                | Indonesia                                | 1 – 0                                    | Tailandia                                | Australia                                | 1 – 1 (5–3 p)                            | Malasia                                  |

## Títulos por País
En cursiva, se indica el torneo en que el equipo fue local.
| Equipo         | Campeón                          | Subcampeón                             | Tercer lugar         | Cuarto lugar                           |
| -------------- | -------------------------------- | -------------------------------------- | -------------------- | -------------------------------------- |
| Tailandia      | 5 (2002, 2009, 2011, 2015, 2017) | 3 (2010, 2016, 2024)                   | 3 (2006, 2007, 2014) | 3 (2008, 2018, 2022)                   |
| Australia      | 5 (2006, 2008, 2010, 2016, 2019) | 1 (2009)                               | 2 (2012, 2024)       | -                                      |
| Malasia        | 2 (2018, 2022)                   | 6 (2003, 2005, 2006, 2007, 2017, 2019) | 1 (2011)             | 3 (2009, 2015, 2024)                   |
| Birmania       | 2 (2003, 2005)                   | 2 (2002, 2018)                         | -                    | 5 (2007, 2011, 2014, 2017, 2019)       |
| Indonesia      | 2 (2013, 2024)                   | -                                      | 3 (2017, 2018, 2019) | -                                      |
| Vietnam        | 1 (2007)                         | 4 (2011, 2013, 2014, 2015)             | 3 (2009, 2016, 2022) | 6 (2002, 2003, 2005, 2006, 2010, 2012) |
| Irán           | 1 (2012)                         | -                                      | -                    | -                                      |
| Japón          | 1 (2014)                         | -                                      | -                    | -                                      |
| Laos           | -                                | 1 (2022)                               | 3 (2002, 2005, 2015) | 1 (2013)                               |
| Corea del Sur  | -                                | 1 (2008)                               | 1 (2010)             | -                                      |
| Uzbekistán     | -                                | 1 (2012)                               | -                    | -                                      |
| Timor Oriental | -                                | -                                      | 1 (2013)             | 1 (2016)                               |
| China          | -                                | -                                      | 1 (2008)             | -                                      |
| Singapur       | -                                | -                                      | 1 (2003)             | -                                      |

## Desempeño
| Equipo             | 2002 (10) | 2003 (9) | 2005 (10) | 2006 (4) | 2007 (8) | 2008 (4) | 2009 (8) | 2010 (4) | 2011 (10) | 2012 (4) | 2013 (11) | 2014 (6) | 2015 (10) | 2016 (11) | 2017 (11) | 2018 (11) | 2019 (12) | 2022 (11) | 2024 (12) | Total |
| ------------------ | --------- | -------- | --------- | -------- | -------- | -------- | -------- | -------- | --------- | -------- | --------- | -------- | --------- | --------- | --------- | --------- | --------- | --------- | --------- | ----- |
| Australia          | ×         | ×        | ×         | 1º       | ×        | 1º       | 2º       | 1º       | ×         | 3º       | ×         | GS       | ×         | 1º        | ×         | ×         | 1º        | ×         | 3º        | 9     |
| Brunéi             | GS        | ×        | GS        | ×        | GS       | ×        | ×        | ×        | GS        | ×        | GS        | ×        | GS        | ×         | GS        | GS        | GS        | GS        | GS        | 11    |
| Camboya            | GS        | GS       | ×         | ×        | GS       | ×        | GS       | ×        | GS        | ×        | GS        | ×        | GS        | GS        | GS        | GS        | GS        | GS        | GS        | 13    |
| Indonesia          | GS        | GS       | GS        | ×        | ×        | ×        | ×        | ×        | GS        | ×        | 1º        | GS       | ×         | GS        | 3º        | 3º        | 3º        | GS        | 1º        | 12    |
| Laos               | 3º        | GS       | 3º        | ×        | GS       | ×        | ×        | ×        | GS        | ×        | 4º        | ×        | 3º        | GS        | GS        | GS        | GS        | 2º        | GS        | 13    |
| Malasia            | GS        | 2º       | 2º        | 2º       | 2º       | ×        | 4º       | ×        | 3º        | ×        | GS        | ×        | 4º        | GS        | 2º        | 1º        | 2º        | 1º        | 4º        | 15    |
| Birmania           | 2º        | 1º       | 1º        | ×        | 4º       | ×        | GS       | ×        | 4º        | ×        | GS        | 4º       | GS        | GS        | 4º        | 2º        | 4º        | GS        | GS        | 15    |
| Filipinas          | GS        | GS       | ×         | ×        | ×        | ×        | ×        | ×        | GS        | ×        | GS        | ×        | GS        | GS        | GS        | GS        | GS        | GS        | GS        | 11    |
| Singapur           | GS        | 3º       | GS        | ×        | GS       | ×        | GS       | ×        | GS        | ×        | GS        | ×        | GS        | GS        | GS        | GS        | GS        | GS        | GS        | 14    |
| Tailandia          | 1º        | GS       | GS        | 3º       | 3º       | 4º       | 1º       | 2º       | 1º        | ×        | GS        | 3º       | 1º        | 2º        | 1º        | 4º        | GS        | 4º        | 2º        | 18    |
| Timor Oriental     | ×         | ×        | GS        | ×        | ×        | ×        | GS       | ×        | ×         | ×        | 3º        | ×        | GS        | 4º        | GS        | GS        | GS        | GS        | GS        | 10    |
| Vietnam            | 4º        | 4º       | 4º        | 4º       | 1º       | ×        | 3º       | 4º       | 2º        | 4º       | 2º        | 2º       | 2º        | 3º        | GS        | GS        | GS        | 3º        | GS        | 18    |
| Naciones invitadas |           |          |           |          |          |          |          |          |           |          |           |          |           |           |           |           |           |           |           |       |
| China              | ×         | ×        | ×         | ×        | ×        | 3º       | ×        | ×        | ×         | ×        | ×         | ×        | ×         | ×         | ×         | ×         | ×         | ×         | ×         | 1     |
| Irán               | ×         | ×        | ×         | ×        | ×        | ×        | ×        | ×        | ×         | 1º       | ×         | ×        | ×         | ×         | ×         | ×         | ×         | ×         | ×         | 1     |
| Japón              | ×         | ×        | ×         | ×        | ×        | ×        | ×        | ×        | ×         | ×        | ×         | 1º       | ×         | ×         | ×         | ×         | ×         | ×         | ×         | 1     |
| Maldivas           | ×         | ×        | GS        | ×        | ×        | ×        | ×        | ×        | ×         | ×        | ×         | ×        | ×         | ×         | ×         | ×         | ×         | ×         | ×         | 1     |
| Corea del Sur      | ×         | ×        | ×         | ×        | ×        | 2º       | ×        | 3º       | ×         | ×        | ×         | ×        | ×         | ×         | ×         | ×         | ×         | ×         | ×         | 2     |
| Uzbekistán         | ×         | ×        | ×         | ×        | ×        | ×        | ×        | ×        | ×         | 2º       | ×         | ×        | ×         | ×         | ×         | ×         | ×         | ×         | ×         | 1     |

### Simbología
| - 1º – Campeón - 2º – Finalista - 3º – 3º Lugar - 4º – 4º Lugar | - GS — Fase de grupos - q — Clasificado - × — No participó/Se retiró/Banido - — Anfitrión |